# Москаль, Геннадий Геннадиевич
Генна́дий Генна́диевич Моска́ль (11 декабря 1950, Задубровка, Черновицкая область — 17 марта 2024, Черновцы, Украина) — украинский политический и государственный деятель. Генерал-лейтенант милиции в отставке.
Депутат Верховной рады Украины VI и VII созывов. Председатель Луганской областной государственной администрации (18 сентября 2014 — 5 марта 2015); руководитель Луганской областной военно-гражданской администрации (5 марта 2015 — 15 июля 2015). Председатель Закарпатской областной государственной администрации с 15 июля 2015 по 11 июня 2019 года.

## Биография
Родился 11 декабря 1950 года в селе Задубровка Заставновского района Черновицкой области в семье служащих Геннадия Хадеевича Гайфуллина и Степании Павловны Москаль.
Окончил Черновицкий техникум железнодорожного транспорта (1970).
В 1970—1972 годах на службе в рядах ВС СССР (железнодорожные войска). В 1975 году окончил Львовскую специальную среднюю школу милиции МВД СССР.

### Профессиональная карьера
В 1970 и 1972—1973 годах осмотрщик вагонов отдела вагонного хозяйства Тернопольского отделения Львовской железной дороги.
В органах внутренних дел с 1973, начал работать в милиции в городе Черновцы. Прошёл путь от инспектора до заместителя министра внутренних дел Украины, генерал-лейтенанта милиции.
Окончил Киевскую высшую школу МВД СССР (1980, юрист) и Академию МВД СССР в Москве (1984).
В 1995—1997 годах начальник управления МВД в Закарпатской области.
В 1997—2000 годах начальник Главного управления МВД Украины в Крыму и одновременно заместитель министра внутренних дел Украины.
В 2000—2001 годах начальник управления МВД в Днепропетровской области и одновременно заместитель министра внутренних дел Украины.

### Политическая карьера
С 1 июня 2001 по 27 сентября 2002 года — председатель Закарпатской областной государственной администрации.
В 2002 году получил учёную степень кандидата юридических наук, защитив в Национальном университете внутренних дел Украины кандидатскую диссертацию на тему «Институт временного генерал-губернатора в Украине в конце XIX — начале XX вв.».
С 27 сентября 2002 по 11 февраля 2005 года — председатель Государственного комитета Украины по делам национальностей и миграции. С февраля по ноябрь 2005 года начальник криминальной милиции Киева и одновременно замминистра внутренних дел.
С 18 ноября 2005 по 26 апреля 2006 года — Председатель администрации Луганской области. На выборах в Луганский облсовет возглавлял избирательный список блока «Наша Украина», но эта политическая сила не преодолела 3-процентного барьера и не прошла в местное законодательное собрание. 21 апреля 2006 года подал на имя президента и премьер-министра заявление об увольнении по собственному желанию, официальной версией отставки называется переход на другую работу. По словам Москаля, причиной его отставки с этого поста стали его трения с областным руководством Партии регионов, потребовавшим от президента Ющенко В. А. после их победы на выборах-2006 замены Г. Москаля на их креатуру.
По другим данным, сессия облсовета 25 апреля выразила недоверие главе администрации и обратились к президенту с просьбой «ускорить» решение об отставке Москаля.
С 18 мая 2006 по 9 января 2007 года был представителем Президента в Крыму.
С 9 января по 11 апреля 2007 года был заместителем председателя Службы безопасности Украины. С 11 апреля по 21 мая 2007 года — заместитель секретаря Совета национальной безопасности и обороны Украины.
В 2007 году стал народным депутатом от блока «Наша Украина — Народная самооборона» (под № 41).
С 2007 года работал первым заместителем председателя Комитета по вопросам борьбы с организованной преступностью и коррупцией.
19 августа 2009 года был повторно назначен начальником главного управления МВД в Крыму, но не захотел отказываться от депутатского мандата, 15 декабря 2009 года сложил полномочия 16 декабря 2009 года был восстановлен в должности правительством. 3 февраля 2010 года, президент Виктор Ющенко направил в Конституционный суд Украины запрос о законности совмещения Москалем должностей депутата Верховной Рады и главы МВД Крыма. После этого он сложил полномочия в Крыму.
В 2011—2013 годах входил в состав политической партии «Фронт Змин», с её вливанием в «Батькивщину» перешел туда с другими однопартийцами, получив там место в политическом совете.
2 апреля 2013 года воздержался при голосовании за отмену пенсионной реформы (повышение пенсионного возраста), для принятия законопроекта о её отмене не хватило 6 голосов.
С 16 января 2014 года — председатель временной парламентской комиссии по расследованию противоправных действий во время Евромайдана. На этом посту сделал ряд противоречивых заявлений, в том числе по расследованию дела о киевских снайперах. В итоговом отчёте возложил ответственность за убийства активистов на «преступную организацию» (укр. «злочинна організація») во главе с бывшим президентом Украины Виктором Януковичем. Комиссия не смогла однозначно идентифицировать оружие, из которого были убиты погибшие, в том числе, в связи с утратой доказательств и бегством за границу ряда подозреваемых.
25 августа 2014 года на закрытом заседании исключён из партии «Батькивщина» и её руководящих органов. По словам её пресс-службы это произошло из-за ведения агитации за другого кандидата в президенты и статуса его должностного лица, по словам самого депутата — из-за критической позиции по отношению к некоторым выдвиженцам партии и наличия собственного мнения

### Председатель Луганской областной государственной администрации (2014—2015)
17 сентября Геннадий Москаль сообщил о согласовании своей кандидатуры на пост главы Луганской областной государственной администрации кабинетом министров Украины, осталось лишь утверждение его кандидатуры президентом Украины Петром Порошенко. 18 сентября президент назначил его на должность председателя Луганской областной государственной администрации, тем самым сделав его преемником Ирины Веригиной, уволенной ещё 15 сентября.
Одной из первых инициатив Москаля стало решение создать реальную областную госадминистрацию, и её перенос в Северодонецк (областной центр Луганск уже несколько месяцев контролируется вооружёнными формированиями ЛНР). Среди главных задач он видит подготовку региона к зиме и изучение работы местных администраций на контролируемой Украиной части территории Луганщины.
В ходе панихиды в Старобельске по 28 погибшим бойцам 80-й аэромобильной бригады в октябре 2014 года попросил на коленях у погибших прощения от имени украинской власти. Причиной этого стало то, что власти из-за финансовых проблем не смогли сделать анализ ДНК для установления личности каждого из убитых.
14 октября попросил глав Министерства внутренних дел, Службы безопасности и Фискальной службы Украины выдать украинским силовикам удостоверения нового образца для выявления милиционеров, которые пошли на сотрудничество с ЛНР, признанной Генпрокуратурой Украины террористической организацией. По его словам, из-за отсутствия списков последние с помощью удостоверений проходят на украинскую территорию для сбора оперативной информации или разведывательно-диверсионной деятельности.
20 октября Геннадий Москаль призвал Кабмин переоформить юридические адреса и перевести Луганский национальный аграрный университет и Луганскую государственную академию культуры и искусств на контролируемую украинским правительством территорию. Также он указал Госказначейству на необходимость немедленно отключить оба вуза от государственного финансирования до их перерегистрации и переезда на контролируемую Украиной территорию.
5 марта 2015 года Москаль стал главой Луганской областной военно-гражданской администрации. В марте уволил 48 руководителей областных лечебных учреждений (среди которых областная клиническая больница, клиническая психоневрологическая больница; станция переливания крови; кожно-венерологический диспансер; противотуберкулезный диспансер), которые отказались перерегистрировать свои учреждения на подконтрольной украинской власти территории и продолжили работать на территории ЛНР. Тем самым они нарушили распоряжение Кабинета министров Украины.
12 мая Геннадий Москаль запретил проезд с неконтролируемой территории на Украину и обратно лицам, предъявляющим в пунктах пропуска паспорта или другую документацию ЛНР и ДНР. Такие документы будут изыматься на блокпостах украинскими силовиками, пересечение линии разграничения возможно лишь при наличии паспорта гражданина Украины. В мае также была перекрыта доставка воды на территорию непризнанной ЛНР, до этого поставлявшаяся бесплатно. При этом Геннадий Москаль отказался чинить магистральный водопровод, который был повреждён в мае сепаратистами, в свою очередь сообщив о готовности дать безопасный доступ к месту повреждения аварийным бригадам.
22 мая Москаль окончательно перекрыл последний пешеходный переход в ЛНР, объявив блокаду на 60 дней.

### Председатель Закарпатской областной государственной администрации (2015—2019)
После чрезвычайного происшествия с участием «Правого сектора», имевшего место 11 июля 2015 года в городе Мукачево Закарпатской области Украины, 15 июля президент Пётр Порошенко, во время своего рабочего визита в Закарпатье, представил Геннадия Москаля как нового главу Закарпатской ОГА. Во время своей речи президент отметил, что «Закарпатье похоже на ДНР и ЛНР» и новый глава администрации Геннадий Москаль сумеет «навести в регионе порядок».
22 января 2016 года председатель Закарпатской областной государственной администрации Геннадий Москаль обратился в полицию Закарпатской области с сообщением о том, что на его электронную почту поступило несколько писем оскорбительного содержания с угрозами. По данному факту полиция начала уголовное производство по ч. 1 ст. 129 Уголовного кодекса Украины (угроза убийством).
После провальных для Петра Порошенко выборов 23 апреля 2019 года Геннадий Москаль подал заявление об отставке с поста главы Закарпатской ОГА.
11 июня 2019 года заместитель главы АП Руслан Рябошапка заявил, что указом президента Владимира Зеленского Москаль, наряду с другими главами администраций, был уволен с поста главы Закарпатской ОГА.

## Смерть
Умер утром 17 марта 2024 года после тяжёлой болезни в возрасте 73 лет.

## Награды
- Заслуженный юрист Украины (1997)[46]
- Премия Автономной Республики Крым за 1999 год (2000)[47]
- Заслуженный юрист Автономной Республики Крым (2000)[48]
- Орден «За заслуги» ІІІ[49], ІІ[50] и І[51] степеней
- Именное огнестрельное оружие «Форт»[52]

## Личная жизнь
Геннадий увлекался лыжами, любил ездить на горном велосипеде и квадроцикле.
Был женат. Жена — Линская Орися Теофиловна 1957 г.р., брак заключён 12 ноября 1977 года. Дочь Ирина 1978 года рождения, работает в полиции. Есть две внучки.